# Левуново
Леву́ново (болг. Левуново) — село в Благоєвградській області Болгарії. Входить до складу общини Санданський.

## Населення
За даними перепису населення 2011 року у селі проживали 694 особи, усі — болгари.
Розподіл населення за віком у 2011 році:
Динаміка населення: